# یاروسلاوتسو لوگ
یاروسلاوتسو لوگ (به لاتین: Yaroslavtsev Log) یک منطقهٔ مسکونی در روسیه است که در سرزمین آلتای واقع شده‌است.